# Evelyn Rudie
Evelyn Rudie (geboren 28. März 1949 in Los Angeles als Evelyn Rudie Bernauer) ist eine US-amerikanische Schauspielerin und Direktorin eines Privattheaters.

## Leben
Evelyn Rudie ist eine Tochter der Edith Bernauer und des Journalisten und Kabarettisten Emmerich Bernauer (1906–1996), der 1935 aus Deutschland fliehen musste und 1938 in die USA kam. Die irische Schauspielerin Agnes Bernelle war eine Schwester des Vaters.
Als Kinderdarstellerin trat Evelyn Rudie 1956 in der Fernsehserie Playhouse 90 als Verkörperung der Titelheldin der Kinderbuchserie Eloise auf und wurde im selben Jahr für den Emmy nominiert. Rudie wurde die nächsten Jahre als Kinderstar aufgebaut und wurde in das Marketing von Kinderartikeln einbezogen. 1958 wurden Evelyn Rudie Paper Dolls unter ihrem Namen verkauft. Rubie trat in verschiedenen Fernsehsendungen auf, so sieben Mal in der Tonight Show. 1959 war sie Kandidatin in der Quizshow You Bet Your Life. Ihren letzten Filmauftritt hatte sie 1963 in Bye Bye Birdie.
Rudie besuchte die Hollywood High School und studierte Film an der University of California, Los Angeles. Ab 1969 arbeitete sie als Theaterschauspielerin und übernahm 1973 mit ihrem Mann Chris DeCarlo das „Santa Monica Playhouse“ in Santa Monica, in dem beide seither ein Kinder-, Jugend- und Erwachsenentheater organisieren.  Sie schrieb eine Vielzahl an Theaterstücken und Musicals. Im Laufe ihrer Arbeit in diesem Theater gab sie über 10.000 Vorstellungen in 350 Bühnenstücken.
Rudie wurde mit einem Stern auf dem Hollywood Walk of Fame geehrt.

## Filmografie (Auswahl)
- 1955: Daddy Langbein
- 1957: Dem Adler gleich
- 1957: The Restless Breed
- 1958: The Gift of Love
- 1963: Bye Bye Birdie